# Alegerea Sofiei
Alegerea Sofiei (engleză Sophie's Choice) este un film de dramă din 1982 regizat de Alan J. Pakula și adaptat din romanul cu același nume de William Styron. 
Meryl Streep joacă în rolul Sofiei, o imigrantă poloneză care stă cu iubitul ei, Nathan (Kevin Kline) și cu tânărul scriitor Stingo (Peter MacNicol). Pentru acest rol, Meryl Streep a primit Oscarul pentru cea mai bună actriță pentru anul 1982.

## Acțiune
În 1947, tânărul scriitor Stingo se mută în Brooklyn pentru a lucra la un roman, și se împrietenește cu vecinii săi, Sophie Zawistowska, o imigrantă poloneză, și iubitul ei, Nathan Landau.
Nathan este în permanență gelos și, în timpul unei schimbări violente de dispoziție, se convinge că Sophie îi este infidelă, hărțuind-o pe nedrept. O secvență flashback arată cum Nathan a întâlnit-o prima dată pe Sophie, după ce aceasta a imigrat în SUA, prăbușindu-se din cauza unei anemii severe.
Sophie îi povestește lui Stingo că înainte de a veni în SUA, soțul și tatăl ei au fost uciși într-un lagăr de concentrare, iar ea a fost închisă la Auschwitz. Mai târziu, Stingo află de la un profesor universitar că tatăl Sophiei a fost un simpatizant nazist. Când Stingo o confruntă pe Sophie, ea recunoaște adevărul și îi povestește scriitorului toate ororile Holocaustului prin care a trecut.
Deși Nathan le spune Sophiei și lui Stingo că face cercetări revoluționare la Pfizer, fratele medic al lui Nathan îi spune lui Stingo că acesta suferă, de fapt, de schizofrenie paranoică. El are un loc de muncă la Pfizer, pe care fratele său l-a obținut pentru el, dar acesta este la bibliotecă, și doar ocazional asistă la cercetare.
După o nouă criză de gelozie a lui Nathan, Sophie și Stingo fug la un hotel. Cei doi cad de acord să fie împreună, dar să nu se căsătorească, deoarece Sophie se consideră o mamă nepotrivită. La sosirea în Auschwitz, ea povestește despre cum a fost obligată să aleagă unul dintre copiii ei pentru a fi trimis în camera de gazare. Amândoi ar fi fost uciși dacă nu alegea, așa că a ales-o pe fiica sa, Eva.
Sophie și Stingo fac dragoste. Apoi, în timp ce el doarme, ea îi lasă un bilet în care menționează că se întoarce la Nathan. Sophie și Nathan se sinucid împreună, luând cianură. Stingo recită poezia Ample Make This Bed dintr-o carte de Emily Dickinson, lăsată pe masă.
Stingo se mută la o mică fermă pe care tatăl său o moștenise recent în sudul Virginiei pentru a-și termina de scris romanul.

## Distribuție
- Meryl Streep - Sophie Zawistowski
- Kevin Kline - Nathan Landau
- Peter MacNicol - Stingo
- Rita Karin - Yetta
- Stephen D. Newman - Larry Landau
- Jennifer Lawn - Eva Zawistowski
- Adrian Kalitka - Jan Zawistowski
- Greta Turken - Leslie Lapidus
- Josh Mostel - Morris Fink
- Marcell Rosenblatt - Astrid Weinstein
- Moishe Rosenfeld - Moishe Rosenblum
- Robin Bartlett - Lillian Grossman
- Eugene Lipinski - profesorul de poloneză
- John Rothman - bibliotecarul
- Joseph Leon - dr. Blackstock
- David Wohl - profesorul de engleză
- Günther Maria Halmer - Rudolf Höss
- Karlheinz Hackl - ofițer SS
- Katharina Thalbach - Wanda

## Legături externe
- Sophie's Choice la Internet Movie Database
- Sophie's Choice la Box Office Mojo
- Sophie's Choice la Rotten Tomatoes
- Sophie's Choice la Metacritic
- Alegerea Sofiei la CineMagia